# ميك كارفالهو
ميك كارفالهو (بالبرتغالية: Myke Carvalho‏) (مواليد 28 أكتوبر 1983) هو ملاكم برازيلي، مثّل بلاده في الألعاب الأولمبية الصيفية في دورات 2004 و2008 و2012.

## روابط خارجية
ميك كارفالهو على موقع أوليمبيديا (الإنجليزية)